# بو ليند
بو ليند (بالسويدية: Bo Linde)‏ هو ملحن وعازف بيانو سويدي، ولد في 1933 في Gävle Parish ‏ في السويد، وتوفي بنفس المكان في 2 أكتوبر 1970.

## وصلات خارجية
- بو ليندة على موقع ميوزك برينز (الإنجليزية)
- بو ليندة على موقع أول ميوزيك (الإنجليزية)
- بو ليندة على موقع ديسكوغز (الإنجليزية)